# De Kronieken van Narnia: De reis van het drakenschip (soundtrack)
De Kronieken van Narnia: De reis van het drakenschip is de soundtrack van de britse film De Kronieken van Narnia: De reis van het drakenschip. Het album werd gecomponeerd door David Arnold en kwam uit op 7 december 2010, een paar dagen na de film.

## Tracklijst
Alle muziek is geschreven door David Arnold.
| Nr. | Titel                          | Duur  |
| --- | ------------------------------ | ----- |
| 1.  | Opening Titles                 | 1:07  |
| 2.  | The Painting                   | 2:27  |
| 3.  | High King and Queen of Narnia  | 1:33  |
| 4.  | Reepicheep                     | 0:58  |
| 5.  | Land Ahoy                      | 1:43  |
| 6.  | The Lone Island                | 1:51  |
| 7.  | Lord Bern                      | 1:01  |
| 8.  | The Green Mist                 | 1:15  |
| 9.  | Market Forces                  | 1:53  |
| 10. | 1st Sword                      | 1:17  |
| 11. | Eustace on Deck                | 1:10  |
| 12. | Duel                           | 1:44  |
| 13. | The Magician's Island          | 4:03  |
| 14. | Lucy and the Invisible Mansion | 5:24  |
| 15. | Coriakin and the Map           | 2:57  |
| 16. | Temptation of Lucy             | 1:16  |
| 17. | Aslan Appears                  | 0:49  |
| 18. | The Golden Cavern              | 2:03  |
| 19. | Temptation of Edmund           | 1:57  |
| 20. | Dragon's Treasure              | 2:53  |
| 21. | Dragon Attack                  | 2:29  |
| 22. | Under the Stars                | 2:55  |
| 23. | Blue Star                      | 1:03  |
| 24. | Aslan's Table                  | 2:32  |
| 25. | Liliandil and the Dark Island  | 1:30  |
| 26. | The Calm Before the Storm      | 1:49  |
| 27. | Into Battle                    | 11:02 |
| 28. | Sweet Water                    | 2:05  |
| 29. | Ship to Shore                  | 3:52  |
| 30. | Time to Go Home                | 2:47  |